# Нагревателна плоча
Нагревателната плоча е настолен готварски уред, който разполага с един, два или повече електрически нагревателни елемента или газови горелки. Може да се използва като самостоятелен уред, но и като заместител на една от горелките на фурната или кухненската печка. Горещите плочи често се използват за приготвяне и затопляне на храна, включително течности, обикновено на места, където напълно оборудвана печка не би била удобна или практична. Има широко разпространение в бита и в домакинството.

## Видове
- Открита нагревателна плоча – нагревателната спирала е разположена в откритите канали на керамична носеща плоча. Плочата е поставена върху метална стойка, затворена отдолу с дъно, което служи за топлинен отражател. Предимство на този тип плочи е бързото им загряване, а недостатък е повишената пожароопасност[1].
- Закрита нагревателна плоча – нагревателните плочи от тип закрити най-често се изработват от чугунена отливка (специална марка чугун, устойчив на резки температурни промени), от пресована стомана или тръбни нагреватели. Нагревателната спирала може да бъде положена в каналите на чугунената отливка, в керамична мъниста и затворена отгоре с метална контра плоча или да е впресована в керамична маса (шамот), набита в каналите на чугунената отливка. Във втория случай се осъществява по-добро топлоотнемане от нагревателната спирала, поради което тя е с по-ниска работна температура и по-малка топлинна инертност.
- Тръбни нагревателни плочи (скара)
- Пирокерамични нагревателни плочи